# 유전자형
유전자형(遺傳子型, 영어: genotype)은 세포, 생물, 개체 등에서 발현된 유전적 특성을 뜻하는 유전학 용어이다. 일반적으로 종의 특성을 나타내는 형질을 뜻한다. 유전형질(遺傳形質)이라고도 한다.
유전자형에 대비되는 개념으로 표현형이 있다. 표현형은 생물체의 발생과 성장 과정에서 자연환경과 상호작용하여 나타나는 특징을 뜻하며 유전되지 않는다. 한편, 돌연변이 등으로 인해 부모 세대로부터 유전되지 않은 새로운 유전형질이 생길 수 있다. 후생유전학에서는 이러한 유전되지 않은 DNA의 발생을 비전형적인 유전형질로 파악한다. 이러한 후생적 유전형질 발생의 대표적인 사례로서 암을 들 수 있다.

## 유전자형과 유전자 서열
게놈은 한 개체에 있는 모든 유전자의 총 염기서열로 한 생물종의 거의 완전한 유전 정보의 총합이다. 게놈은 종 마다 다를뿐 아니라 집단, 개체 마다 조금씩 차이를 보인다. 이러한 차이는 게놈에 존재하는 염기서열의 차이에서 비롯된다. 집단의 유전자 풀에서 무작위 표집된 수많은 대립형질이 조합되어 한 개체의 게놈을 이룬다. 그 결과 거의 모든 생물에서 유전적 다양성을 발견할 수 있다.
인간의 게놈은 약 30억 쌍(60억 bp)의 염기 서열로 이루어져 있다. 인간의 세포 하나에 들어있는 DNA의 길이는 2m에 이른다. 전형적인 바이러스의 게놈은 10,000개의 염기서열로 이루어져 있으며 대장균의 게놈은 4백 50만개의 염기서열로 이루어져 있다. 그러나 일반적으로 보다 복잡하다고 알려진 생물이 더 큰 게놈을 갖는 것은 아니다. 백합의 DNA 크기는 인간의 18배에 이른다. 이와 같이 아주 간단한 구조를 갖는 생물에서 조차 유전형질은 매우 다양한 대립형질로 이루어져 있다.

## 멘델과 유전자형
이들 낱말이 생물학에서 가지는 뜻은 멘델이 완두 교배 실험에서 발견한 법칙과 깊은 관계를 갖고 있다. 멘델의 법칙 가운데 하나는 어버이 세대에서 나타난 표현형의 특징은 다음 세대에 섞어져 나타나지 않는다라고 하는 것이다. 이를테면 흰 꽃을 피우는 완두와 자주 꽃을 피우는 완두를 수정 교배하여 얻은 씨앗을 심었을 때, 우리가 짐작하는 것과는 달리 연분홍색의 완두가 생겨나지 않는다 (옆의 그림). 이 현상을 멘델은 우성적 혹은 열성적 유전 요소(Vererbungsfaktor)라는 개념을 써서 설명하였다. 여기서 유전 요소라는 낱말은 20세기 초에 도입된 유전자와 비슷한 뜻으로 이해할 수 있다. 우성 혹은 열성 유전 요소는 멘델에 따르면 완두의 표면상의 특징을 대변하지 않는다. 이 유전 형질의 표면상의 특징과 내면상의 유전 요소의 구분은 1880년대에 멘델주의자들에 의해 주장 되었으며, 이때 이미 유전자형, 표현형이라는 개념이 사용되었으나 학계에서 크게 주목을 받지 못하였다. 1940년 대에 들어서서 유전 형질의 화학적 성분이 밝혀짐으로써 유전자의 존재가 구체적으로 증명되었으며 이에 따라 유전자형 그리고 표현형이라는 개념 역시 생물학에서 보편적으로 사용되기에 이르렀다.

## 신다윈주의의 표현형의 확장 해석
생물체의 외면상의 특징을 일컫는 데 국한하여 쓰이던 표현형이란 용어는 다윈의 진화론을 유전학과 연관하여 발전시키고자 노력하는 신다윈주의자들에 의해서 그 뜻이 넓게 풀이되고 있다. 이 확장 해석에 따르면 생물의 외면상의 형태와 특징뿐만이 아니라 생물이 지닌 생화학적 구조 및 생태를 표현형의 범주에 넣고 있다. 같은 유전자형을 가진 낱낱의 생물체는 상이한 환경조건에 따라서 서로 다른 표현형을 가질 수 있다. 이를테면 종이 같고 유전자가 같은 새가 그들이 갖고 있던 둥지를 짓는 고유하고 공통적인 습성을 버리고 그들이 처한 환경에 따라서 새로운 습성을 갖게 되는 경우가 자연계에서 더러 관찰되고 있다. 이와 같은 생물체의 환경 적응에 따른 표면상의 변화를 신다윈주의자 리처드 도킨스는 넓은 의미에서 확장된 표현형(extended phenotype)이라고 정의하고 있다.

## 같이 보기
- 유전학
- 유전체학
- 생정보학
- 생명과학
- 낫세포 빈혈증
- 인종과 피부색

## 읽어 보기
- 리처드 도킨스(Richard Dawkins): The Extended Phenotye. The gene as the unit of selection, Oxford 1982.